# Монастырь Гастрия
Мечеть Санджакта́ра Хайретти́на (тур. Sancaktar Hayrettin Câmîi, Sancaktar Hayrettin Mescidi) — часть бывшего православного монастыря, обращённого в мечеть в стамбульском районе Фатих. Нынешняя мечеть, разместившаяся в помещении византийского монастыря Га́стрия (греч. Μονῆ τῶν Γαστρίων — монастырь ваз), представляет собой незначительную архитектурную, однако серьёзную историческую ценность.
Обстроенная многочисленными мастерскими, мечеть находится на улице Teberdar Sokak в 50 м к северо-востоку от станции пригородных поездов Kocamustafapaşa.

## История
Здание монастыря Гастрия с видом на Мраморное море было построено на южном склоне седьмого холма Константинополя, однако его точное происхождение неизвестно.
Легенда гласит, что в 325 году мать императора Константина Великого Елена, возвращаясь из Иерусалима с обретённым там Животворящим Крестом и прибыв в городской порт tou Psomatheou, оставила неподалёку несколько ваз («гастрия») с ароматическими травами, собранными на Голгофе, а позже основала здесь женский монастырь. Данную версию опровергает тот факт, что первые монастыри начали появляться в Константинополе лишь в конце IV века.
Первое упоминание о монастыре Гастрия относится к началу IX века. Именно тогда Феоктиста, мать императрицы Феодоры (жена императора Феофила, восстановившая почитание икон) выкупила в квартале Саматья дом патрикия Никиты и учредила там женский монастырь. Императрица Феодора наградила свою мать титулом Ktētorissa (основательница), а также правом на владение зданием. Однако вскоре сама Феодора вместе со сёстрами Анной, Анастасией и Пульхерией была заключена в этот монастырь по приказу своего брата Варды, сместившего её с трона в 856 году. Всех их заставили принять постриг.
Спустя почти век после вышеописанных событий император Константин VII Багрянородный в своём труде «О церемониях» сообщает, что церковь и монастырь Гастрия стали своеобразным мавзолеем для членов семьи Феодоры: здесь была похоронена сама императрица, а также её мать, брат Петрон и три дочери.
В последний раз монастырь Гастрия упоминается у русского паломника, посетившего Константинополь во второй четверти XV века. В его записях говорится о женском монастыре, где почитались мощи святых Евфимии и Евдокии, стоявшем рядом с Золотыми воротами. Такое описание вполне подходит для монастыря Гастрия.
Вскоре после падения Константинополя в 1453 году, Хайреттин Эфенди, санджактар (знаменосец) султана Мехмеда II Завоевателя превратил здание монастыря в небольшую мечеть (месджит) и был впоследствии в ней погребён. Устав этого религиозного учреждения не сохранился до наших дней. Стамбульское землетрясение 1894 года, эпицентром которого стало дно Мраморного моря, частично разрушило мечеть, которая была восстановлена лишь в 1973—1976 годах.

## Описание
Ввиду своих небольших размеров, данное сооружение не похоже на церковь или монастырь: скорее всего, это был мартирион (погребальная часовня) или мавзолей, построенный при Палеологах (XIV век). Здание имело форму неправильного восьмиугольника: в основе помещения лежал крест, а с востока к зданию примыкала апсида. Свет попадает в храм через окна, расположенные в слепых арках трансепта, занимающих всю стену. Сооружение выполнено из красного кирпича и белого камня, что предаёт фасаду пестроту, типичную для архитектуры периода правления Палеологов. Остатки стен в северо-западном и южном концах мечети, исчезнувшие после реконструкции, свидетельствуют о том, что здание не стояло особняком, а соединялось с близлежащими постройками.

## Комментарии
1. ↑  Возможно, это был дом Святого Никиты патрикия[англ.].
2. ↑  По свидетельству императора Константина VII, в церкви в мраморной шкатулке также хранилась нижняя челюсть Варды.
3. ↑  Похоже, что в ходе перестройки 1973 года апсида была снесена, а внутреннее убранство церкви уничтожено.